# 断崖 (映画)
『断崖』（だんがい、Suspicion）は、1941年のアメリカ合衆国のロマンティックサイコスリラー映画。監督はアルフレッド・ヒッチコック、出演はジョーン・フォンテインとケーリー・グラントなど。夫に殺されるのではとの疑惑の念に取り憑かれた新妻を描いている。
原作は1932年にフランシス・アイルズが発表した小説『レディに捧げる殺人物語』。
第14回アカデミー賞でジョーン・フォンテインが主演女優賞を受賞している。

## ストーリー
1938年のこと。ハンサムだがいい加減なプレイボーイのジョニー・エイスガースは、英国の列車の中で眼鏡をかけたリナ・マクレイドローと出会い、その後、彼女を散歩に誘う。彼女は警戒し、何故、彼が誘ってきたのかを疑問に思う。彼は彼女と仲良くなろうと策をこらすが、彼女はそれを不愉快に思う。しかしその後、彼女は窓辺で両親が彼女について話しているのを耳にし、両親は彼女が結婚することは無いと考えていることが分かり、これに傷ついた彼女はジョニーにキスをする。
彼女は彼からの連絡を望んでいたが、彼は午後のデートをキャンセルし、その後姿を消してしまう。しかし、一週間後、彼は狩猟パーティに出席するために戻って来て、彼女の裕福な父親であるマクレイドロー将軍の強い反対にも拘わらず、駆け落ちするように彼女に求める。豪華な新婚旅行を終え、豪華な家に戻ったリナは、ジョニーが仕事も収入もなく、惰性的に借金をして生活しており、リナの父親の脛を齧ろうとしていることに気づく。彼女は彼に仕事に付くよう説得し、彼は従兄弟の不動産業者キャプテン・メルベックの下で働くことになる。
やがてリナは、ジョニーが止める約束をしたにも拘わらず、派手にギャンブルを続けており、ギャンブルの借金を返すために父親が結婚祝いとして贈ったアンティークの椅子（家宝）を2脚売り払ったことを知る。ジョニーの気立ては良いがナイーブな友人であるビーキーは、ジョニーはとても面白い男で、非常に人を楽しませる嘘つきであるとして、リナを安心させようとする。彼女は、ジョニーがますます重大な嘘をつき続けていることを何度も知ることとなり、彼がメルベックから横領したことから数週間前に解雇されていたことを知る。但し、メルベックは、金を返済すれば告訴はしないと言っている。
リナはジョニーに別れを告げる手紙を書くが、それを破ってしまう。その後、ジョニーは部屋に入り、彼女の父親の死を知らせる電報を見せる。ジョニーは、リナが金は相続せず、父親の肖像画だけを相続したことを知り、ひどく落胆する。彼はビーキーを、巨額の投機的な土地開発計画に資金を提供するよう説得する。リナはこれが詐欺もしくはそれより悪い行為ではないかと怖れ、ビーキーに止めるよう説得するが、上手くいかない。このことを聞いたジョニーは、リナに自分のことに関わるなと怒るが、その後、土地開発計画から手を引く。
ビーキーがパリへ出発する時、ジョニーは途中まで同行する。その後、ビーキーがパリで亡くなったという知らせがリナに届く。ジョニーは彼女と捜査官に対して、自分はロンドンに残ったと嘘をつく。これらの状況により、リナはビーキーの死に彼が関係しているのではないかと疑うようになる。
そして、リナは夫が生命保険金のために自分を殺そうとしているのではないかと恐れるようになる。彼は、リナの友人でミステリー小説作家のイザベル・セドバスクに、痕跡が残らない毒物について質問している。ジョニーは寝る前にリナに牛乳一杯を持って来るが、リナは怖くて飲めない。少しの間ジョニーから逃げる必要があるので、彼女は母親のところに数日間滞在するつもりだと言う。ジョニーは彼女を母親の所まで送っていくと言い張る。彼は高馬力のオープンカーに乗って、崖に面した危険な道で矢鱈とスピードを上げる。リナの横のドアが不意に開いてしまう。ジョニーが手を差し伸べるが、怯えているリナには彼の意図が分からない。彼女が彼を避けるように縮こまると、彼は車を止める。
2人の間で言い合いになり、その中でジョニーはリナを母親の所に送り届けた後、本当に自殺する積りだったと言う。彼は、自殺が卑怯者の逃げ道に過ぎないとして、横領の罪で刑務所に行くことになっても自分の責任に向き合う決心をしていると言う。彼はビーキーが死んだ時にはリバプールにいて、メルベックに金を返済するためにリナの生命保険を元に金を借りようとしていたことを明かす。疑惑が和らいだリナは、家に帰って一緒に最後まで責任を取ろうと頼む。ジョニーは最初は拒否するが、最後には車の向きを変えて一緒に走り去る。

### ヒッチコック登場シーン
ヒッチコックは中盤で村の郵便受けに手紙を配達する郵便屋として登場している。

## キャスト
| 役名                                          | 俳優                       | 日本語吹替 | 日本語吹替   | 日本語吹替 |
| 役名                                          | 俳優                       | TBS版      | フジテレビ版 | PDDVD版    |
| --------------------------------------------- | -------------------------- | ---------- | ------------ | ---------- |
| ジョニー・エイスガース                        | ケーリー・グラント         | 穂積隆信   | 羽佐間道夫   | 家中宏     |
| リナ・マクレイドロウ                          | ジョーン・フォンテイン     | 来宮良子   | 瀬能礼子     | 安藤麻吹   |
| マクレイドロウ将軍 （リナの父）               | セドリック・ハードウィック | 下瀬和信   | 早野寿郎     | 加藤治     |
| ビーキー・スウェイト （ジョニーの友人）       | ナイジェル・ブルース       |            | 小松方正     | 矢嶋俊作   |
| マーサ・マクレイドロウ （リナの母）           | デイム・メイ・ウィッティ   |            |              | 七瀬みーな |
| ヘレン・ニューシャム夫人 （ジョニーの友人）   | イザベル・ジーンズ         |            |              |            |
| エセル （メイド）                             | ヘザー・エンジェル         |            |              | 渡邉絵理   |
| イソベル・セドバスク （推理作家）             | オリオール・リー           |            |              | 深沢エミ   |
| レジー・ウェザビー （リナのダンスパートナー） | レジナルド・シェフィールド |            |              |            |
| ジョージ・メルベック （ジョニーのいとこ）     | レオ・G・キャロル          |            |              |            |

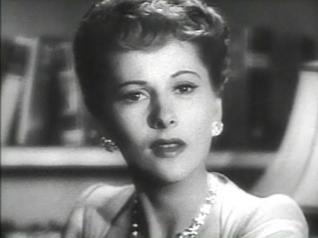
ジョーン・フォンテイン

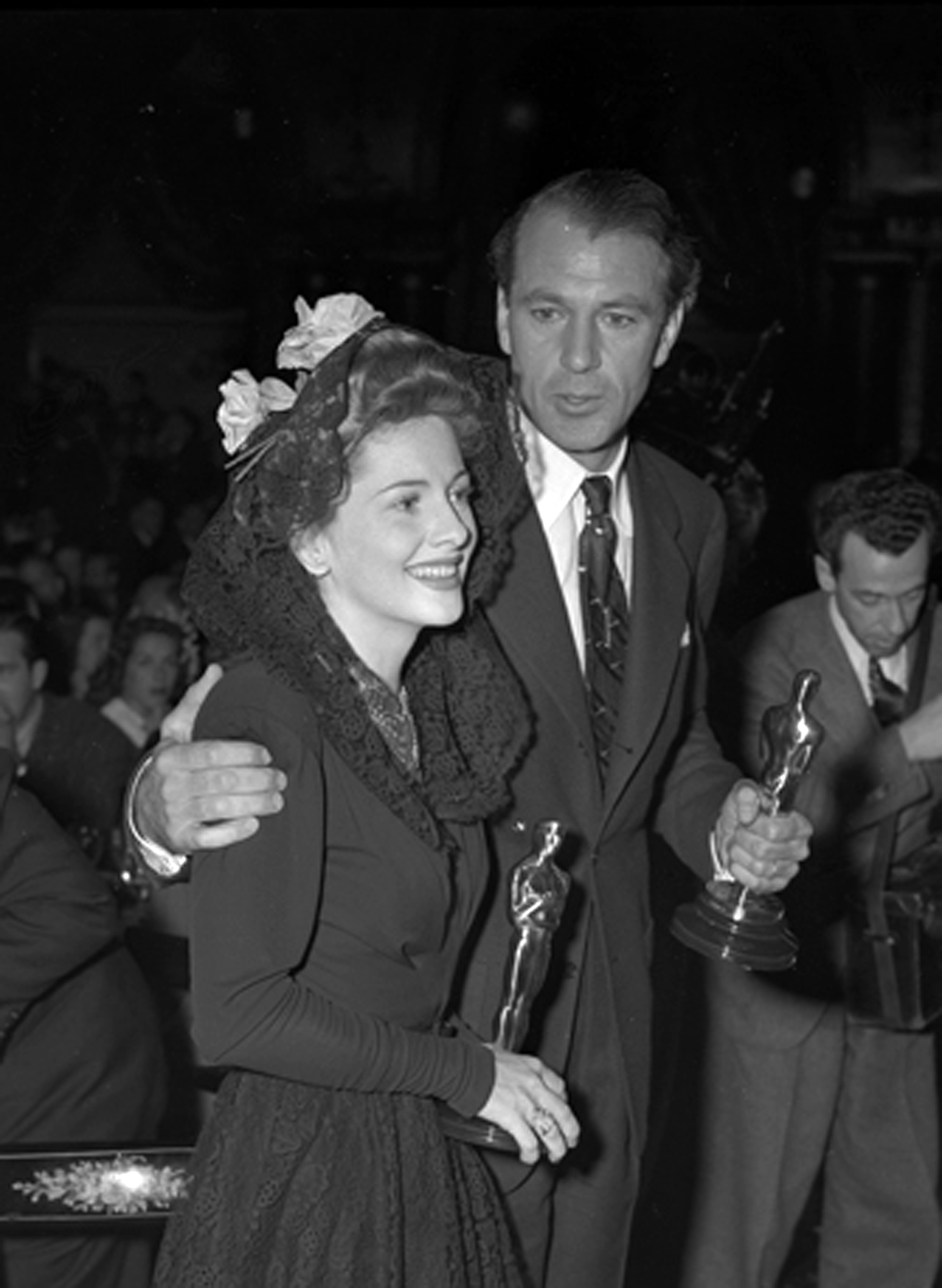
1942年ジョーン・フォンテインに対してアカデミー主演女優賞が贈られた時の写真。隣はゲイリー・クーパー。

- TBS版：初回放送1964年2月8日『名画劇場』、再放送1976年12月17日 東京12チャンネル『想い出の名作洋画劇場』他

- フジテレビ版：初回放送1973年2月18日『サンデー洋画劇場』

- PDDVD版：制作：ミックエンターテイメント株式会社

## 作品の評価

### 映画批評家によるレビュー
Rotten Tomatoesによれば、批評家の一致した見解は「ジョーン・フォンテインのおどおどした演技の巧みさとアルフレッド・ヒッチコックの（観る者を）不安にさせる天賦の才をそれとなく見せてくれる『断崖』の狡猾さと興味をそそられるサスペンスは、悪名高いスタジオの干渉でさえも損なうことはできない。」であり、33件の評論のうち高評価は97%にあたる32件で、平均点は10点満点中7.8点となっている。
Metacriticによれば、4件の評論の全てが高評価で、平均点は100点満点中83点となっている。

### 受賞歴
| 賞                 | 部門         | 対象                   | 結果       |
| ------------------ | ------------ | ---------------------- | ---------- |
| 第14回アカデミー賞 | 作品賞       |                        | ノミネート |
| 第14回アカデミー賞 | 主演女優賞   | ジョーン・フォンテイン | 受賞       |
| 第14回アカデミー賞 | ドラマ音楽賞 | フランツ・ワックスマン | ノミネート |

### 後の作品への影響
アンソロジーテレビシリーズ『American Playhouse』の1本として1987年に『サスピション/断崖の恐怖』としてリメイクされている。